# Venus Fashion
Venus Fashion, Inc. (ehemals Venus Swimwear) mit der Modemarke VENUS ist ein US-amerikanisches Versandhandelsunternehmen für Damenkleidung, insbesondere Badebekleidung und Unterwäsche. Seit der Gründung im Jahr 1982 sitzt es in Jacksonville (Florida) und gehört seit 2009 mehrheitlich der Otto-Tochter Bonprix.

## Geschichte
Der junge Betriebswirt Daryle Scott gründete das Unternehmen 1982 mit vier Freunden unter dem Namen Titan Bodybuilding. Es verkaufte Wettkampfbekleidung für Bodybuilder über einen Katalog. Scott berichtete, dass sie nach einer Weile festgestellt hätten, dass die Damenmodelle sich deutlich besser verkauften: Viele Frauen trugen sie als Badebekleidung, weil das Unternehmen Ober- und Unterteile in verschiedenen Konfektionsgrößen anbot. Daraus entwickelten sie 1984 eine neue Bademodelinie für Frauen, die sie nach der Göttin Venus nannten. Mit Werbeanzeigen in Modezeitschriften wie der Cosmopolitan oder Glamour wuchs das Geschäft schnell, sodass sich das Unternehmen nach einigen Jahren auf Badebekleidung fokussierte.
1999 übernahm Venus den insolventen Versandhändler WinterSilks aus Middleton in Wisconsin, der vor allem Winterkleidung verkaufte. Damit sollte die Nebensaison des Unternehmens überbrückt werden. Gleichzeitig begann Venus mit eigenen Bekleidungskollektionen.
Im November 2006 verkauften die Gründer das Unternehmen, das im gleichen Jahr etwa 100 Mio. US-Dollar Umsatz erwirtschaftete und 300 Menschen beschäftigte, an die Private-Equity-Gesellschaft Golden Gate Capital. WinterSilks wurde ausgegliedert und weiterverkauft. Venus Swimwear eröffnete nach der Übernahme drei erste Ladengeschäfte in Florida, sponserte die Wahl zur Miss America 2007 und engagierte einen ehemaligen Manager von Victoria’s Secret, um das Unternehmen neu auszurichten. Im November des gleichen Jahres wurde der Onlineshop unter dem Namen Venus neu gestaltet. Scott, der weiter im Unternehmen arbeitete, sagte rückblickend, Venus Swimwear sei damals schon angeschlagen gewesen. Verstärkt durch die Weltfinanzkrise bekam das Unternehmen 2009 Schwierigkeiten mit der Finanzierung und musste 250 Mitarbeitende entlassen. Im Juli 2009 kaufte Bonprix die Mehrheit der Anteile an Venus, ohne jedoch die Läden zu übernehmen. Scott verließ das Unternehmen. Ein Beobachter meinte, der Kauf passe nur wegen der Zielgruppe zu Bonprix.
Die Otto Group vermeldete Anfang 2016, dass Venus „hochprofitabel“ sei und über 250 Mio. Euro Umsatz erwirtschafte. Der Umsatz soll später weiter gestiegen sein, die Standorte in Jacksonville wurden erweitert. Ende der 2010er-Jahre gingen die Umsätze leicht zurück, was Otto unter anderem mit der Abkehr vom Kataloggeschäft und später mit der COVID-19-Pandemie begründete. Nach eigenen Aussagen verwendete das Unternehmen 2019 etwa die Hälfte des Budgets für Onlinemarketing. 2020 kooperierte Venus mit der Authentic Brands Group, um eine Sports-Illustrated-Bademoden-Kollektion herauszubringen. Im September des gleichen Jahres kündigte Venus an, ein neues Distributionszentrum an der Westküste zu eröffnen und etwa 120 Mitarbeitende in der Lagerei in Jacksonville zu entlassen.

## Produkte und Standorte
Die Zielgruppe von Venus sind Frauen in allen Altersgruppen. Knapp die Hälfte der Badebekleidung stellte das Unternehmen nach eigener Aussage mit etwa 100 Beschäftigten in Jacksonville her, der Rest stamme von anderen Unternehmen. Die übrigen Artikel werden überwiegend von Produzenten außerhalb der Vereinigten Staaten bezogen. Seit 2013 werden über den Onlineshop von Venus auch Artikel der Otto-Marke Lascana vertrieben.
Die Hauptverwaltung in Jacksonville wurde 1994 gebaut und befindet sich im Industriegebiet Eastpark. Dort ist neben der Verwaltung und dem Kundenservice auch die eigene Bademodenfertigung untergebracht. Sie dient gleichzeitig als Hauptsitz der 2016 gestarteten Marke Création L der Witt-Gruppe und für das USA-Geschäft von Lascana. Seit 2015 mietet Venus Fashion zusätzlich Kapazitäten in einem Logistikzentrum im Norden von Jacksonville (One Imeson) an. Nach eigenen Angaben beschäftigte das Unternehmen 2017 fast 1000 Menschen in Jacksonville.